# Potez 39
Potez 39 là một loại máy bay trinh sát hai chỗ của Pháp trong thập niên 1930.

## Biến thể
Potez 37
Potez 390 A2
Potez 39 Hy
Potez 391
Potez 3910 R2
Potez 3912
Potez 49

## Quốc gia sử dụng
Pháp
- Không quân Pháp

 Perú
- Không quân Peru

 Liên Xô
- Không quân Liên Xô

## Tính năng kỹ chiến thuật
Dữ liệu lấy từ Breffort & Jouineau, L'Aviation française de 1939 à 1942, Tome 2.
Đặc điểm tổng quát
- Kíp lái: 2
- Chiều dài: 10 m (32 ft 10 in)
- Sải cánh: 16 m (52 ft 6 in)
- Chiều cao: 3,40 m (11 ft 2 in)
- Diện tích cánh: 35 m² (377 sq ft)
- Trọng lượng rỗng: 1.492 kg (3.282 lb)
- Trọng lượng có tải: 2.250 kg (4.950 lb)
- Động cơ: 1 × Hispano-Suiza 12H, 580 hp (433 kW)

 Hiệu suất bay 
- Vận tốc cực đại: 240 km/h (130 knot, 149 mph) trên độ cao 3.500 m (11.500 ft)
- Tầm bay: 800 km (432 hải lý, 497 mi)
- Trần bay: 7.000 m (23.000 ft)

Trang bị vũ khí

- Súng: 

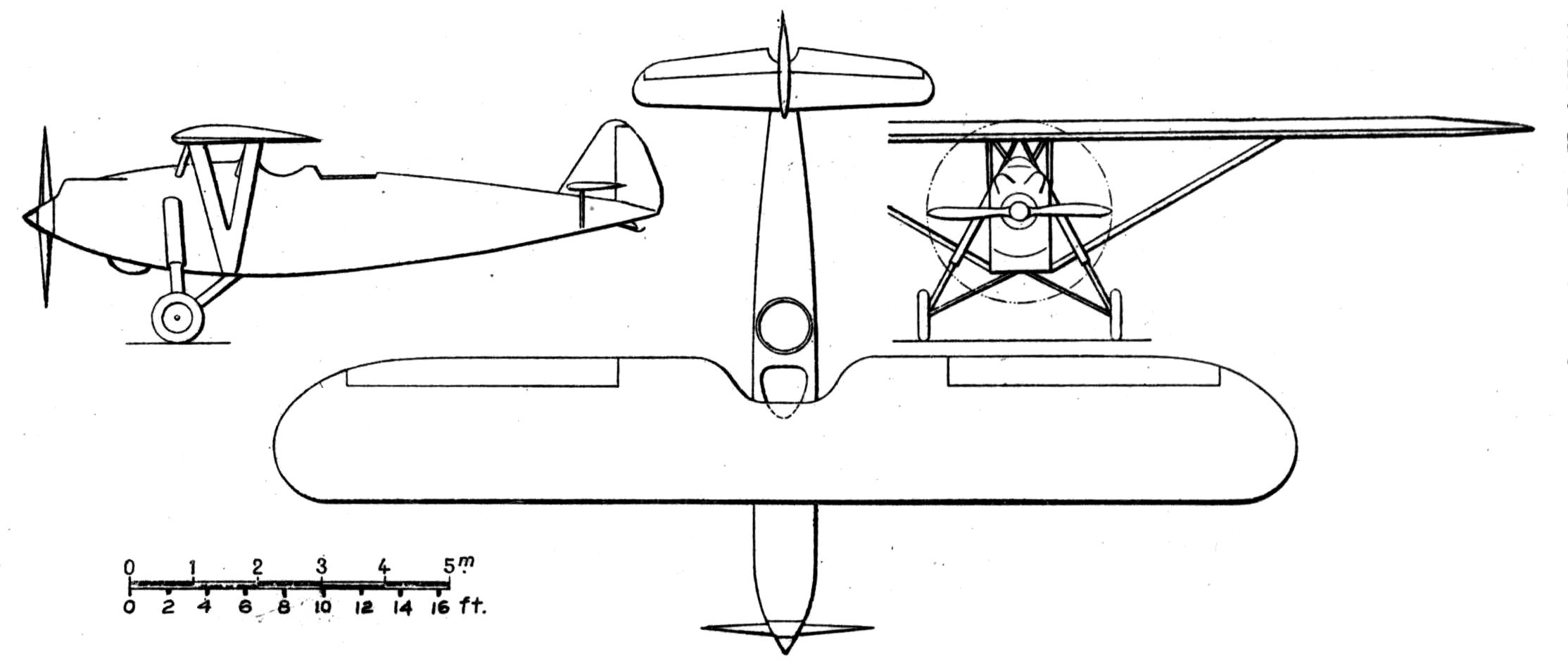
Potez 39

  - 3 x súng máy 7,7 mm machine-gun firing forward, fixed
- Bom: 120 kg (264 lb)